# Naum Reichesberg

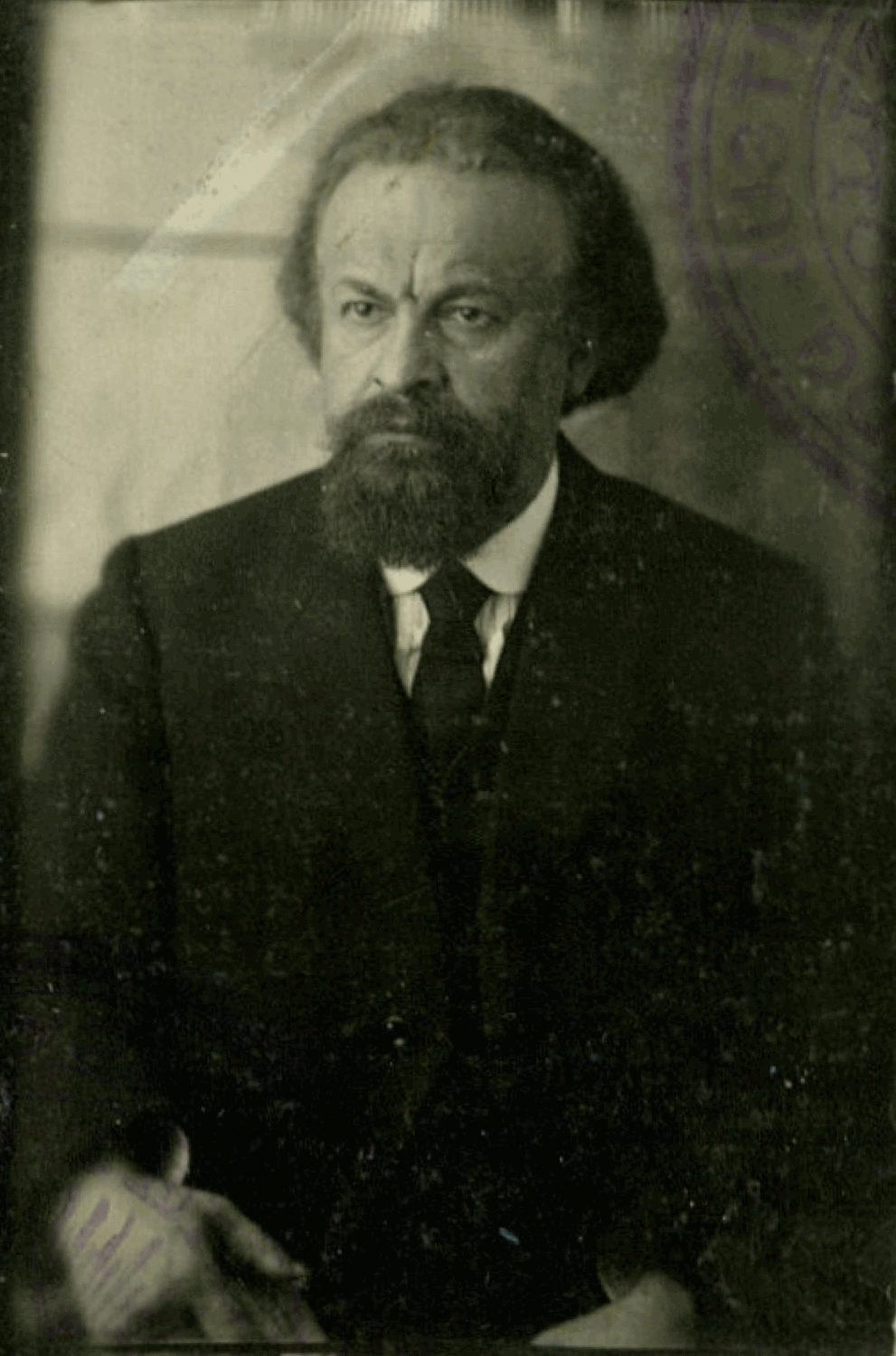
Naum Reichesberg

Nachmann (Naum) Moische Oiwidow Reichesberg (* 12. März 1867 in Kremenez, Russisches Reich; † 7. Januar 1928 in Bern, Schweiz) war ein in der Schweiz lehrender Wirtschafts- und Sozialwissenschaftler russischer Herkunft.
Naum Reichesberg kam als Student an die Universität Bern und lehrte hier von 1892 bis zu seinem Tod im Jahr 1928 als Privatdozent und später als Professor für Statistik und Nationalökonomie. Reichesberg ist vor allem als Herausgeber des rund 4000 Seiten umfassenden «Handwörterbuchs der Schweizerischen Volkswirtschaft, Socialpolitik und Verwaltung» bekannt. Er bemühte sich, Wissen für alle zugänglich zu machen, und setzte sich für eine wirksame Sozialpolitik ein. Er spielte eine zentrale Rolle in der russischen «Kolonie» in Bern, die sich im späten 19. Jahrhundert rund um die Universität bildete, und war in der schweizerischen Sozialdemokratie gut vernetzt. Trotz seines – auch vom Schweizerischen Bundesrat anerkannten – Verdienstes um die Sozialpolitik in der Schweiz wurde Reichesberg das Schweizer Bürgerrecht, wohl hauptsächlich aufgrund seiner jüdischen Herkunft, verwehrt.

## Leben

### Kindheit und Jugend im Zarenreich
Naum Reichesberg wurde am 12. März 1867 in der Kleinstadt Kremenez im Südwesten des Russischen Reiches (heutige Ukraine) geboren. Kremenez lag im sogenannten Ansiedlungsrayon. Im Alter von 13 Jahren zog er nach Kiew, wo er das Gymnasium besuchte. Reichesberg verliess das Zarenreich 1887, um in Wien (Österreich) Staatswissenschaften zu studieren.
Reichesberg hatte einen Bruder, Jovel Reichesberg (*13. August 1863 in Kremenez, Russisches Reich, † 7 März 1941 in Genf, Schweiz). Der Vater Moissej Reichesberg war gemäss Angaben von Naum Reichesberg als Journalist tätig. Über die Mutter (geborene Barback) ist nichts bekannt.
Jovel Reichesberg, der sich später Julian nannte, kam 1892 ebenfalls in die Schweiz. Zuerst lebte er wie sein Bruder Naum in Bern. Spätestens 1923 zog er nach Genf. Jovel Reichesberg war von 1893 bis 1906 mit Rosa Schlain verheiratet, der späteren Ehefrau von Robert Grimm. Die beiden hatten einen gemeinsamen Sohn, Wolfgang Benedict (* 1894 in Bern, Schweiz, † unbekannt).

### Leben in Bern
Naum Reichesberg lebte von 1892 bis zu seinem Tod 1928 ununterbrochen in Bern. Zuerst liess er sich in unmittelbarer Nähe der Universität nieder, später lebte er in den Quartieren Kirchenfeld und Breitenrain.
Von Zeitgenossen wird Reichesberg als „Oberhaupt“ der mehrere hundert Personen umfassenden russischen Exilgemeinschaft in Bern um die Jahrhundertwende vom 19. zum 20. Jahrhundert bezeichnet. Vor allem für die vielen Studierenden aus dem Zarenreich war er eine wichtige geistige und möglicherweise auch finanzielle Stütze.
Naum Reichesberg war zweimal verheiratet. Beide Ehen blieben kinderlos. Seine erste Ehefrau, die gleichaltrige Ida Tartakowsky, heiratete er gemäss Angaben in den Fremdenkontrollen der Stadt Bern im Jahr 1891 in Warschau. Sie verstarb mit nur 28 Jahren am 8. März 1895 in Bern. Die Todesursache ist nicht bekannt. 1913 heiratete Reichesberg ein zweites Mal. Seine zweite Ehefrau Anna Zukier war 1886 in Lodz (Kongresspolen) geboren und schrieb sich im Wintersemester 1905/06 an der Universität Bern ein. Nach dem Tod Naum Reichesbergs verliess seine Witwe die Schweiz und lebte bei Verwandten in Berlin (Deutschland). Ihre Spur verliert sich dort im Dezember 1939.
Naum Reichesberg starb unerwartet am 7. Januar 1928. Die Todesursache ist nicht restlos geklärt. Vermutlich starb er an einer Hirnblutung.

### Weder Russe noch Schweizer
Als sich Naum Reichesberg 1892 in Bern bei den Behörden anmeldete, erhielt er zunächst eine Aufenthaltsbewilligung für den Kanton Bern, Ende 1894 erhielt er schliesslich eine Niederlassungsbewilligung. Im späten 19. Jahrhundert waren die Kategorien Aufenthalt und Niederlassung rechtlich noch nicht klar differenziert, wie sie das heute sind. Die Behörden erteilten aber in der Regel eine Niederlassungsbewilligung, wenn sie davon ausgingen, dass eine Person sich nicht nur vorübergehend hier aufhielt und wenn keine Hinweise auf strafrechtliche Vergehen vorlagen.
Reichesberg besass einen russischen Auslandspass, der 1892 ausgestellt worden war. Dieser berechtigte zur einmaligen Ausreise aus dem Zarenreich; die Ausreise war genehmigungspflichtig. Er verlor aber seine Gültigkeit, sobald jemand wieder ins Zarenreich einreiste. Nachdem die zaristische Herrschaft 1917 durch die bolschewistische Revolution beendet worden war, verlor Reichesbergs Pass seine Gültigkeit. In der Schweiz wurden die Pässe, die von den zaristischen Behörden ausgestellt worden waren, nicht mehr als reguläre Ausweisschriften angesehen. Ausweisschriften der neuen, sowjetischen Behörden wurden aber vorerst auch nicht anerkannt, weil die Schweiz keine diplomatischen Beziehungen zu Sowjetrussland unterhielt. De facto wurde Reichesberg von den Schweizer Behörden als Russe behandelt. Offiziell wurde sein Pass aber nicht mehr anerkannt. Das heisst, Naum Reichesberg war ab Herbst 1917 staatenlos. Ab 1922 erhielt er einen sogenannten Ausländerpass, der einem Ausländer ohne Papiere den legalen Aufenthalt in der Schweiz ermöglichte. Ab 1926 schliesslich war Reichesberg Träger eines Nansen-Passes.
Naum Reichesberg beantragte 1922 das Schweizer Bürgerrecht. Da die Schweiz ein dreistufiges Bürgerrecht kennt (Gemeindebürgerrecht, Kantonsbürgerrecht, Schweizer Bürgerrecht), mussten alle Staatsebenen der Einbürgerung zustimmen. Die Stadt Bern hatte offenbar nichts gegen die Einbürgerung Reichesbergs. Die kantonale Polizei äusserte sich hingegen negativ über ihn und über seine Ehefrau. Die Begründung trägt deutlich antislawische und vor allem antisemitische Züge. Der Bundesrat konnte die negative Haltung des Kantons nicht nachvollziehen, wie er schrieb, zumal Reichesberg zum Zeitpunkt des Bürgerrechtsbegehrens bereits seit 30 Jahren an der Universität Bern lehrte und als Professor mehrfach vom Regierungsrat des Kantons Bern bestätigt wurde. Offensichtlich traute sich der Bundesrat aber auch nicht, die Auseinandersetzung mit dem Kanton Bern zu suchen. Reichesbergs Gesuch wurde schliesslich weder befürwortet noch abgelehnt. Das Eidgenössische Justiz- und Polizeidepartement teilte ihm schriftlich mit, dass auf das Gesuch nicht eingetreten werde. Über die Angelegenheit wurde vermutlich Stillschweigen vereinbart, jedenfalls erfuhren auch Reichesberg nahestehende Personen erst nach seinem Tod vom gescheiterten Einbürgerungsversuch.

## Wissenschaft

### Lehre an der Universität Bern
Naum Reichesberg kam im Sommer 1890 von Wien nach Bern und schrieb sich an der Juristischen Fakultät der Universität Bern ein. Im Juni 1891 schloss er sein Studium mit einer Dissertation über «Friedrich Albert Lange als Socialökonom» und einer Doktorprüfung mit dem Hauptfach Nationalökonomie ab. Nach Abschluss seines Doktorates zog es Naum Reichesberg für kurze Zeit nach Berlin, wo er sich an der Friedrich-Wilhelms-Universität, der heutigen Humboldt-Universität, bei Adolf Wagner, August Meitzen und Richard Boeckh in Nationalökonomie und Statistik weiterbildete.
Im Herbst 1892 erhielt Reichesberg an der Universität Bern eine Dozentur für Nationalökonomie und Statistik, um die er sich im Frühling desselben Jahres mit einer Habilitationsschrift über «Die Statistik und ihr Verhältnis zur Gesellschaftswissenschaft» beworben hatte. 1898 wurde er zum ausserordentlichen Professor befördert, 1906 schliesslich zum ordentlichen Professor für Statistik und Nationalökonomie. Reichesberg lehrte bis Ende 1902 ohne Besoldung. Erst ab 1903 erhielt er auf seinen Antrag hin ein bescheidenes Gehalt. Ausserordentliche Professoren hatten damals keinen Anspruch auf eine Besoldung. Sie waren vor allem auf die Einnahmen aus den Kolleggeldern und aus ausseruniversitären Tätigkeiten angewiesen. Allerdings war es eher unüblich, dass sie während Jahren keine Bezahlung erhielten. Als Ordinarius erhielt Reichesberg dann das gesetzlich vorgegebene Minimalgehalt.

### Statistik und „Soziale Frage“ als Kern der wissenschaftlichen Tätigkeit
Während seiner 35-jährigen Lehrtätigkeit an der Universität Bern prägte Naum Reichesberg massgeblich den Aufbau der Sozialwissenschaften und insbesondere der Statistik. Seine Vorlesungen und Seminare deckten alle möglichen Gebiete der Nationalökonomie und der Statistik ab, von der Bevölkerungsstatistik über die Theorie und Methodik der Statistik, die Geschichte der Arbeiterbewegung und sozialistische und kommunistische Theorien, die Grundlagen der Sozialpolitik und der Finanzpolitik bis hin zur Handels- und Gewerbepolitik und zur theoretischen Volkswirtschaftslehre.
Naum Reichesberg lehrte zwar nie Soziologie, setzte sich aber in verschiedenen Schriften programmatisch und methodisch mit der im späten 19. Jahrhundert entstehenden Disziplin auseinander. Markus Zürcher teilt Reichesberg derjenigen «Schule» der Schweizer Soziologen zu, welche die Soziologie als wertfreie, strenge Gesetzeswissenschaft begründen wollten. Die Vertreter dieser Schule kamen aus dem Kontext der Politischen Ökonomie. Auf der anderen Seite stand die «normative Schule», die ihren Ursprung eher in der Philosophie hatte. Reichesberg war überzeugt von der Gesetzmässigkeit gesellschaftlicher Erscheinungen und Entwicklungen. Das Ziel der Gesellschaftswissenschaften war aus seiner Sicht, die «constanten Ursachen, d. h. die rein gesellschaftlichen, zu erkennen und die Art ihrer Wirkungen zu begreifen und wenn möglich auch zu berechnen». Die Statistik war für Reichesberg der Schlüssel zur Erfassung gesellschaftlicher Phänomene und die Grundlage der Gesellschaftswissenschaften. Allein die Statistik konnte die gesellschaftlichen Realitäten und Entwicklungen eindeutig und objektiv erfassen, und nur eine mithilfe der Statistik erlangte detaillierte und umfassende Kenntnis der gesellschaftlichen Zusammenhänge würde es erlauben, «über die wahre Lage und die wirklichen […] Bedürfnisse der breiten Masse der Bevölkerung» zu urteilen und die richtigen Schlüsse daraus zu ziehen.
Im Mittelpunkt von Reichesbergs Lehrtätigkeit und seines öffentlichen Engagements stand stets die sogenannte soziale Frage – die gemäss Reichesberg seit der zweiten Hälfte des 19. Jahrhunderts im Grunde genommen «die Arbeiterfrage» geworden war. Viele seiner Vorlesungen an der Universität Bern behandelten die zeitgenössischen sozialen Bewegungen, die sozialistische Theorie, die Arbeiterfrage, die Sozialpolitik und die Arbeiterschutzgesetzgebung. Reichesberg mischte sich auch immer wieder in aktuelle politische Debatten ein und äusserte sich beispielsweise öffentlich zur Frage, weshalb die Errichtung eines eidgenössischen sozialstatistischen Amtes dringend angezeigt war oder wie eine fortschrittliche Arbeiterschutzgesetzgebung aussehen musste.

### Werk
Naum Reichesberg ist vor allem als Herausgeber des rund 4000 Seiten umfassenden «Handwörterbuchs der Schweizerischen Volkswirtschaft, Socialpolitik und Verwaltung» (1903–1911) bekannt.
Von 1900 bis 1928 war Reichesberg Herausgeber und Redaktor der Schweizerischen Blätter für Wirtschafts- und Socialpolitik (ab 1916: Schweizerische Zeitschrift für Volkswirtschaft, Sozialpolitik und Verwaltung).

#### Schriften (Auswahl)
- Friedrich Albert Lange als Nationalökonom. In: August Oncken (Hrsg.): Berner Beiträge zur Geschichte der Nationalökonomie. Nr. 4. K.J. Wyss, Bern 1892.
- Adolf Quetelet als Moralstatistiker. Antrittsvorlesung. Stämpfli, Bern 1893.
- Die Statistik und die Gesellschaftswissenschaft. F. Enke, Stuttgart 1893.
- Sozialismus und Anarchismus. August Siebert, Bern / Leipzig 1895 (2 Auflagen).
- Der berühmte Statistiker Adolf Quételet. Sein Leben und sein Wirken. Eine biographische Skizze. Stämpfli, Bern 1896.
- Die Arbeiterfrage einst und jetzt. Ein akademischer Vortrag. Wiegand, Leipzig 1897.
- Wesen und Ziele der modernen Arbeiterschutzgesetzgebung. In: Zeitschrift für Schweizerische Statistik. Band 33, Nr. 1, 1897 (Zusätzlich erschienen 1897 als Separatdruck im Stämpfli Verlag in Bern und 1899 im Verlag C. Sturzenegger in Bern).
- Was ist Statistik? Stämpfli, Bern 1897.
- Die Sociologie, die sociale Frage und der sogenannte Rechtssocialismus. Eine Auseinandersetzung mit Herrn Prof. Dr. Ludwig Stein, Verfasser des Buches: «Die soziale Frage im Lichte der Philosophie». Steiger, Bern 1899.
- Sociologie, Socialphilosophie und Socialpolitik. In: Schweizerische Blätter für Wirtschafts- und Socialpolitik. Band 7, 1899.
- Der Kampf gegen die Arbeitslosigkeit in der Schweiz. V. Steiger, Bern 1899.
- Internationale Vereinigung für gesetzlichen Arbeiterschutz. C. Sturzenegger, Bern 1901.
- Die Anwendung des eidgenössischen Fabrikgesetzes. C. Sturzenegger, Bern 1901.
- Handwörterbuch der Schweizerischen Volkswirtschaft, Sozialpolitik und Verwaltung. Verlag Encyklopädie, Bern (3 Bände,  1903–1911).
- Die Arbeitslosenversicherung in der Schweiz. Scheitlin, Spring & Cie., Bern 1906.
- Das Recht auf Arbeit in der Schweiz. Scheitlin, Spring & Cie., Bern 1907.
- Zur Errichtung eines eidgenössischen sozialstatistischen Amtes. Eine Antikritik. Scheitlin, Spring & Cie., Bern 1908.
- Die Einkommenssteuer in der Schweiz. Gustav Fischer, Jena 1910.
- Die amtliche Statistik in der Schweiz. Geschichte und Organisation. Scheitlin, Spring & Cie., Bern 1910.
- Der internationale Arbeiterschutz in den letzten zwölf Jahren. aus Anlass der 7. Delegiertenversammlung der Internationalen Vereinigung für gesetzlich. Arbeiterschutz. M. Drechsel, Bern 1913.
- Die Entstehung der modernen Verkehrswirtschaft. M. Drechsel, Bern 1916.
- Entwicklung der volkswirtschaftlichen Anschauungen im Rahmen des modernen Kapitalismus und Grundtatsachen des gegenwärtigen Geld- und Kreditwesens. Vorträge gehalten in Zürich im Frühjahr 1917 im Verein der Angestellten sozialdemokratischer Organisationen (Vaso). Zürich 1917.
- Die bevorstehende gesellschaftliche Neugestaltung und die Aufgabe der Statistik. In: Zeitschrift für schweizerische Statistik und Volkswirtschaft. Band 54, Nr. 4, 1918.
- Betrachtungen über die schweizerische Handelspolitik in Vergangenheit und Zukunft. A. Francke, Bern 1918.
- Adam Smith und die gegenwärtige Volkswirtschaft. A. Francke, Bern 1927.

## Politik

### Engagement für den Arbeiterschutz
Nach Ansicht Naum Reichesbergs dienten die Sozialwissenschaften in erster Linie dazu, die gesellschaftlichen Realitäten möglichst exakt zu erfassen und auf dieser Grundlage Massnahmen zur Bekämpfung von bestehenden Missständen zu formulieren. Dementsprechend versuchte er seine wissenschaftlichen Erkenntnisse stets auch ausserhalb der Universität für die Verbesserung der Situation der Arbeiterschaft zum Einsatz zu bringen. Von den Gewerkschaften wurde Reichesberg immer wieder als Berater zugezogen, so beispielsweise bei der Beurteilung der Revision des eidgenössischen Fabrikgesetzes zu Beginn des 20. Jahrhunderts oder bei der Ausarbeitung von Vorschlägen zur Berechnung des Lebenskostenindex, der 1926 erstmals vom Arbeitsamt publiziert wurde.
Weil er überzeugt war, dass es eine gute statistische Grundlage brauchte, um wirksame Sozialpolitik zu machen, sprach sich Reichesberg immer wieder vehement für die Errichtung eines eidgenössischen sozialstatistischen Amtes aus. Dass statistische Erhebungen an „Klasseninteressen-Organisationen“ wie Gewerkschaften oder Berufsverbände delegiert wurden, wie das in der Schweiz im späten 19. und frühen 20. Jahrhundert der Fall war, war für Reichesberg ein ausgeschlossen. Diese würden Partikularinteressen vertreten und die Daten so erheben und interpretieren, dass sie ihren politischen Forderungen dienten. Diese Vorbehalte waren nicht unbegründet. Die vom Sekretär des Schweizerischen Bauernverbandes, Ernst Laur erhobenen Zahlen waren in dieser Hinsicht besonders umstritten. Mit ihm lieferte sich Reichesberg einen wissenschaftlichen Streit über die Repräsentativität der Statistik des Bauernverbandes.
Naum Reichesberg gründete im Juni 1900 gemeinsam mit alt Bundesrat Emil Frey und weiteren Universitätsprofessoren, Sozialpolitikern und Amtsdirektoren die Schweizerische Vereinigung zur Förderung des internationalen Arbeiterschutzes und wirkte bis zu seinem Tod 1928 als deren Sekretär. Als solcher kommt ihm das Verdienst zu, Schlüsselfiguren der politischen Elite der Schweiz zur aktiven oder passiven Mitarbeit zu bewegen. Im Gegensatz zur Internationalen Vereinigung für gesetzlichen Arbeiterschutz gelang es der schweizerischen Vereinigung auch, sowohl Arbeitgeber wie auch Gewerkschaften einzubinden. Reichesberg war im Übrigen auch aktiv an der Gründung der Internationalen Vereinigung für gesetzlichen Arbeiterschutz im Juli 1900 beteiligt und vertrat die Schweiz zeitlebens an den jährlichen Generalversammlungen und ab 1926 im Vorstand (der Nachfolgeorganisation Internationale Vereinigung für sozialen Fortschritt).

### Sozialdemokratie
Naum Reichesberg war in der Sozialdemokratie gut vernetzt und pflegte sowohl zu russischen politischen Emigrantinnen und Emigranten wie auch zu Schweizer Sozialisten enge Kontakte. Reichesberg war in der Sozialdemokratischen Partei der Schweiz aktiv. Im russischen Kontext hat er sich nie eindeutig zu einer Partei bekannt. Seine Äusserungen und die Tatsache, dass er nach 1917 nicht nach Russland zurückgekehrt ist, lassen aber darauf schliessen, dass er am ehesten Sympathien für die Menschewisten hatte. Mit Sicherheit war er kein Bolschewist.
Weil er regelmässig an Veranstaltungen der organisierten Arbeiterschaft und der Sozialdemokratie teilnahm und sich auch öffentlich unterstützend für die Sache der Arbeiterinnen und Arbeiter äusserte, wurde Reichesberg sowohl durch die schweizerische Politische Polizei wie auch durch ausländische Geheimdienste, namentlich die zaristische Geheimpolizei Ochrana, beobachtet. Die zaristische Gesandtschaft in Bern bezeichnete Reichesberg Ende des 19. Jahrhunderts gegenüber den Schweizer Behörden als Schlüsselfigur der russischen revolutionären Propaganda in Bern. Die Berner Polizeibehörden sahen es zwar als erwiesen an, dass Reichesberg sozialistische Ideen verbreite, hielten ihn aber nicht für gefährlich.
Reichesberg war mit dem Berner Arbeitersekretär Nikolaus Wassilieff (1857–1920) befreundet. Die beiden verband der Glaube an die emanzipatorische Kraft der Bildung. Reichesberg unterrichtete regelmässig Arbeiterbildungskurse, so auch an der von Wassilieff gegründeten „Freien Schule“. Diese geriet wegen ihrer naturwissenschaftlichen, atheistischen und sozialistischen Inhalte ins Kreuzfeuer der konservativen Kräfte.
Innerhalb der russischen politischen Emigration in Bern war Naum Reichesberg eine prominente Figur. So amtete er laut Zeitgenossen als Zentralpräsident der Union russischer Bürger in der Schweiz und stand einem 1914 gegründeten Hilfskomitee für Russinnen und Russen in der Schweiz vor.
Reichesberg spielte auch bei der Rückreise Lenins aus der Schweiz nach Russland im Frühling 1917 eine Rolle. Nach der Februarrevolution war eine Rückkehr der politischen Emigrantinnen und Emigranten nach Russland theoretisch wieder möglich. Vor diesem Hintergrund gründeten die russischen politischen Emigrantinnen und Emigranten in der Schweiz ein «Zentralkomitee für die Heimreise russischer Emigranten». Dieses setzte sich aus Vertretungen der verschiedenen sozialistischen und sozialdemokratischen Parteien zusammen. Naum Reichesberg und sein Bruder Julian waren beide Mitglieder des Zentralkomitees für die Heimreise russischer Emigranten. Weil die Alliierten des Zarenreiches England, Frankreich und Italien kein Interesse an der Rückkehr erklärter Kriegsgegner hatten und der Weg über die Entente-Staaten damit blockiert war, versuchte das Zentralkomitee mithilfe Schweizer Politiker (siehe dazu: Grimm-Hoffmann-Affäre) von den Deutschen eine Erlaubnis der Durchreise russischer Emigrantinnen und Emigranten zu erhalten. Im Gegensatz zur Mehrheit der im Zentralkomitee vertretenen Parteien wollten Lenin und die Bolschewisten nicht auf eine offizielle Erlaubnis der Provisorischen Regierung Russland warten. So verliess Lenin am 9. April 1917 in Begleitung von 32 Russinnen und Russen die Schweiz und kehrte via Deutschland nach Russland zurück. Das eigenmächtige Vorgehen und die rasche Absprache Lenins mit den Deutschen führte innerhalb der russischen Emigration in der Schweiz zum Verdacht, dass geheime Absprachen stattgefunden hätten und Geld geflossen sei. Das Zentralkomitee beschloss, diese Vorwürfe zu untersuchen. Im Rahmen dieser Untersuchung wurde auch Naum Reichesberg als Zeuge befragt. Er positionierte sich dabei klar gegen Lenin und die Bolschewisten.